# Pereskia marcanoi
Pereskia marcanoi es una especie de cactus endémica de la República Dominicana donde crece a una altitud de 500 metros.

## Descripción
Pereskia marcanoi es un cactus de espinas negras, esta flor es endémica del municipio de Bánica, provincia Elías Piña, República Dominicana, por eso se le conoce comúnmente como La Rosa De Bánica, su descubrimiento fue gracias al profesor de la UASD Eugenio de Jesús Marcano Fondeur, alcanza un tamaño de entre 4 y 6 metros. El tronco de color marrón, longitudinalmente fisurado, tiene un diámetro de 30 centímetros. Las hojas son sésiles de 3,5 a 7 centímetros de largo y 0,7 a 2,8 cm de ancho.  Las areolas, a menudo desnudas,  tienen como brotes cortos. 
Las flores son solitarias y brillantes, de color rosa más o menos violáceas con un diámetro de 4 a 7 centímetros. Los frutos deprimidos esféricos, de color verde brillante, desnudos y carnosos tienen diámetros de 2,5 a 5,5 centímetros y de 2 a 4,5 centímetros de largo.

## Taxonomía
Pereskia marcanoi fue descrita por  L. Alberto E. Areces-Mallea y publicado en Brittonia 44(4): 424 (1992).
Etimología
Pereskia: nombre genérico llamado así en honor a Nicolas-Claude Fabri de Peiresc, botánico francés del siglo XVI, por quien también se nombró a la subfamilia Pereskioideae.
marcanoi: En honor al profesor de la Universidad Autónoma de Santo Domingo, Eugenio de Jesús Marcano, quien descubrió los primeros quince especímenes de la planta, en el Cerro de San Francisco, en Bánica, provincia Elías Piña, República Dominicana, único lugar del mundo donde se encuentra la especie en estado natural.
También se le conoce como Rosa de Bánica, en alusión al lugar antes descrito.

## Más información
- Morfología de los cactus
- Terminología descriptiva de las plantas